# Elowdol-Gletscher
Der Elowdol-Gletscher (bulgarisch ледник Еловдол lednik Elowdol) ist ein 8 km langer und 3 km breiter Gletscher an der Oskar-II.-Küste des Grahamlands auf der Antarktischen Halbinsel. Im Arkovna Ridge der Aristotle Mountains fließt er zunächst 6 km ostwärts, um dann nach Südosten zum Mapple-Gletscher abzubiegen.
Britische Wissenschaftler kartierten ihn 1976. Die bulgarische Kommission für Antarktische Geographische Namen benannte ihn 2013 nach der Ortschaft Elowdol im Westen Bulgariens.